# Trophée mondial de course en montagne 1986
Navigation
1985 1987
Le Trophée mondial de course en montagne 1986 est une compétition de course en montagne qui s'est déroulée le 5 octobre 1986 à Morbegno - Sondrio - Albosaggia en Lombardie en Italie. Il s'agit de la deuxième édition de l'épreuve.

## Résultats
La course féminine se déroule sur un parcours de 7,35 km avec 500 m de dénivelé. L'Anglaise Carol Haigh surprend la favorite locale Valentina Bottarelli en prenant la tête de la course. Conservant son avantage, elle s'impose avec 46 secondes d'avance sur l'Italienne. La Suissesse Gaby Schütz complète le podium. Avec Helen Eschler quatrième et Karin Möbes septième, la Suisse remporte le classement par équipes devant l'Italie et l'Allemagne de l'Ouest.
La course masculine junior se déroule sur le même parcours que celui de la course féminine. Second l'année dernière, l'Anglais Robin Bergstrand effectue un bon début de course mais se voit distancer par l'Italien Franco Naitza qui s'impose. Robin doit à nouveau se contenter de la médaille d'argent. L'Italien Ezio Chappoz complète le podium.
Le parcours court de l'épreuve masculine mesure 10,95 km pour 800 m de dénivelé. La course est dominée par les Italiens qui s'adjugent les six premières places. Maurizio Simonetti s'impose devant Fausto Bonzi et Renato Gotti.
La course masculine longue s'effectue sur un parcours de 15,05 km pour 1 100 m de dénivelé. Comme l'année précédente, les favoris Alfonso Vallicella et Helmut Stuhlpfarrer se livrent à un duel serré. L'Italien prend l'avantage et parvient à le conserver pour s'imposer avec 32 secondes d'avance, remportant son deuxième titre d'affilée. L'Allemand Charly Doll surprend tout le monde en battant le Suisse Beat Imhof pour décrocher la troisième marche du podium. Avec trois coureurs dans le top 10, l'Italie remporte le classement par équipes devant la Suisse et l'Allemagne de l'Ouest.

### Courses individuelles
| Rang               | Athlète             | Pays                 | Temps          |
| ------------------ | ------------------- | -------------------- | -------------- |
| Médaille d'or      | Alfonso Vallicella  | Italie               | 1 h 0 min 36 s |
| Médaille d'argent  | Helmut Stuhlpfarrer | Autriche             | 1 h 1 min 7 s  |
| Médaille de bronze | Charly Doll         | Allemagne de l'Ouest | 1 h 2 min 25 s |
| 4                  | Beat Imhof          | Suisse               | 1 h 3 min 11 s |
| 5                  | John Lenihan        | Irlande              | 1 h 3 min 16 s |
| 6                  | Costantino Bertolla | Italie               | 1 h 3 min 31 s |
| 7                  | Privato Pezzoli     | Italie               | 1 h 3 min 46 s |
| 8                  | Luigi Bortoluzzi    | Italie               | 1 h 3 min 49 s |

| Rang               | Athlète              | Pays                 | Temps       |
| ------------------ | -------------------- | -------------------- | ----------- |
| Médaille d'or      | Carol Haigh          | Angleterre           | 34 min 13 s |
| Médaille d'argent  | Valentina Bottarelli | Italie               | 34 min 59 s |
| Médaille de bronze | Gaby Schütz          | Suisse               | 35 min 22 s |
| 4                  | Helen Eschler        | Suisse               | 36 min 5 s  |
| 5                  | Anneliese Weber      | Allemagne de l'Ouest | 36 min 7 s  |
| 6                  | Lucia Soranzo        | Italie               | 36 min 22 s |
| 7                  | Karin Möbes          | Suisse               | 36 min 22 s |
| 8                  | Tatjana Smolnikar    | Yougoslavie          | 36 min 33 s |

#### Courses par équipes
| Rang               | Pays                                                                                                | Points |
| ------------------ | --------------------------------------------------------------------------------------------------- | ------ |
| Médaille d'or      | Italie/1 Alfonso Vallicella (1er) Privato Pezzoli (7e) Luigi Bortoluzzi (8e) Claudio Galeazzi (11e) | 16     |
| Médaille d'argent  | Suisse Beat Imhof (4e) Ruedi Bucher (9e) Hanspeter Näpflin (15e) Colombo Tramonti (27e)             | 28     |
| Médaille de bronze | Allemagne de l'Ouest Charly Doll (3e) Wolfgang Münzel (10e) Peter Zipfel (17e) Reinhold Mayer (22e) | 30     |

| Rang               | Pays | Points |
| ------------------ | --- | ------ |
| Médaille d'or      | Suisse Gaby Schütz (3e) Helen Eschler (4e) Karin Möbes (7e) Daniela Salvi (20e)                           | 14     |
| Médaille d'argent  | Italie Valentina Bottarelli (2e) Lucia Soranzo (6e) Sonia Basso (9e) Gemma Gaddo (10e)                    | 17     |
| Médaille de bronze | Allemagne de l'Ouest Anneliese Weber (5e) Susanne Bitzer (12e) Paula Mangold (14e) Christiane Fladt (17e) | 31     |

### Court Senior Hommes
| Rang               | Athlète            | Pays       | Temps       |
| ------------------ | ------------------ | ---------- | ----------- |
| Médaille d'or      | Maurizio Simonetti | Italie     | 45 min 37 s |
| Médaille d'argent  | Fausto Bonzi       | Italie     | 45 min 57 s |
| Médaille de bronze | Renato Gotti       | Italie     | 46 min 40 s |
| 4                  | Pier Alberto Tassi | Italie     | 47 min 4 s  |
| 5                  | Vito Cornolti      | Italie     | 47 min 23 s |
| 6                  | Davide Milesi      | Italie     | 47 min 35 s |
| 7                  | Rod Pilbeam        | Angleterre | 47 min 40 s |
| 8                  | Lucio Fregona      | Italie     | 47 min 49 s |

### Juniors

#### Courses individuelles
| Rang               | Athlète          | Pays       | Temps       |
| ------------------ | ---------------- | ---------- | ----------- |
| Médaille d'or      | Franco Naitza    | Italie     | 29 min 55 s |
| Médaille d'argent  | Robin Bergstrand | Angleterre | 30 min 12 s |
| Médaille de bronze | Ezio Chappoz     | Italie     | 30 min 36 s |

#### Courses par équipes
| Rang               | Pays                                                                                        | Points |
| ------------------ | ------------------------------------------------------------------------------------------- | ------ |
| Médaille d'or      | Italie/1 Franco Naitza (1er) Ezio Chappoz (3e) Emiliano Milesi (4e) Antonio Molinari (7e)   | 8      |
| Médaille d'argent  | Angleterre Robin Bergstrand (2e) Ian Dermott (12e) Gary Devine (13e) Andrew Jones (15e)     | 27     |
| Médaille de bronze | Italie/2 Davide Zubiani (6e) Giacomino Lizzoli (8e) Ivo Locatelli (14e) Mario Creazzi (18e) | 28     |